# Woodland (Maine, Aroostook megye)
Woodland város az USA Maine államában, Aroostook megyében. 

## Népesség
A település népességének változása: